# Police (marcă)
Police este o marcă italiană de accesorii de modă, lansată în 1983 de frații De Rigo ca fiind prima marcă a companiei lor, Charme Lunettes, care inițial s-a specializat în fabricarea de ochelari de soare pentru terți. Astăzi, marca Police este o unitate de afaceri din cadrul grupului de mărci și companii De Rigo.

Logo-ul Police

În 1997, Police a lansat prima sa gamă de parfumuri și în 2003 prima colecție de ceasuri. Compania a lansat prima colecție de îmbrăcăminte în 2008.
De-a lungul istoriei sale, marca Police a fost promovată de numeroase vedete, printre care Paolo Maldini, Bruce Willis, George Clooney, David Beckham, Neymar, Ji Chang-wook și Antonio Banderas. Police este, de asemenea, partener și furnizor de echipă al Mercedes-AMG Petronas Motorsport în Formula 1.

## Legături externe
- Official website Arhivat în 4 septembrie 2012, la Wayback Machine.
- Look beyond Arhivat în 27 noiembrie 2020, la Wayback Machine.